# Woodwardia heteropinnata
Woodwardia heteropinnata là một loài thực vật có mạch trong họ Blechnaceae. Loài này được B.S. Wang miêu tả khoa học đầu tiên năm 1961.